# The Ugly One with the Jewels
The Ugly One with the Jewels (titolo completo: The Ugly One with the Jewels and Other Stories: A Reading from Stories From the Nerve Bible) è un album in studio della musicista sperimentale statunitense Laurie Anderson, pubblicato nel 1995.

## Tracce
1. The End of the World – 5:00
2. The Salesman – 3:19
3. The Night Flight from Houston – 1:33
4. Word of Mouth – 4:50
5. The Soul Is a Bird – 3:56
6. The Ouija Board – 4:11
7. The Ugly One with the Jewels – 5:06
8. The Geographic North Pole – 5:22
9. John Lilly – 3:34
10. The Rotowhirl – 3:54
11. On the Way to Jerusalem – 1:20
12. The Hollywood Strangler – 1:50
13. Maria Teresa Teresa Maria – 5:43
14. Someone Else's Dream – 2:25
15. White Lily – 1:17
16. The Mysterious 'J' – 2:57
17. The Cultural Ambassador – 6:47
18. Same Time Tomorrow – 7:49

## Formazione
- Laurie Anderson – voce, tastiere, violino
- Joey Baron – batteria
- Cyro Baptista – gong, surdo
- Greg Cohen – basso, chitarra, tastiere